# Jinxi Hu
Jinxi Hu är en sjö i Kina. Den ligger i provinsen Jiangxi, i den sydöstra delen av landet, omkring 43 kilometer öster om provinshuvudstaden Nanchang. Jinxi Hu ligger 12 meter över havet. Arean är 33 kvadratkilometer. Trakten runt Jinxi Hu består huvudsakligen av våtmarker. Den sträcker sig 8,7 kilometer i nord-sydlig riktning, och 10,8 kilometer i öst-västlig riktning.
Genomsnittlig årsnederbörd är 2 373 millimeter. Den regnigaste månaden är juni, med i genomsnitt 357 mm nederbörd, och den torraste är oktober, med 36 mm nederbörd.